# 17 Korpus Kawalerii (ZSRR)
17 Korpus Kawalerii (ros. 17-й кавалерийский корпус) – wyższy związek taktyczny kawalerii Armii Czerwonej z okresu II wojny światowej. 
17 Korpus Kawalerii (17 KKaw.) sformowany został 4 stycznia 1942. Rozkazem z 27 sierpnia 1942 został przekształcony na 4 Gwardyjski Korpus Kawalerii.

## Dowództwo korpusu
Dowódcy:
- gen. mjr Michaił Malejew (01.01.1942 - 09.06.1942),
- gen. mjr Nikołaj Kiriczenko (10.06.1942 - 27.08.1942)[1].

Szefowie sztabu:
- płk Aleksiej Dutkin[1].

## Struktura organizacyjna
- 1 Kubańska Dywizja Kawalerii Kozackiej
- 2 Kubańska Dywizja Kawalerii Kozackiej
- 3 Kubańska Dywizja Kawalerii Kozackiej
- 116 Salska Dywizja Kawalerii Kozackiej
- 85 Brygada Pancerna[1].